# Sara Bertolasi
Sara Bertolasi (ur. 29 kwietnia 1988 w Busto Arsizio) – włoska wioślarka.

## Osiągnięcia
- Mistrzostwa Świata – Linz 2008 – czwórka bez sternika – 4. miejsce[1].
- Mistrzostwa Europy – Ateny 2008 – ósemka – 4. miejsce[1].
- Mistrzostwa Świata U-23 – Račice 2009 – czwórka podwójna – 6. miejsce[1].